# Gary Lucchesi
Gary Lucchesi es un productor ítalo-estadounidense de cine y el presidente de Lakeshore Entertainment. Lucchesi comenzó su carrera en la agencia William Morris como agente, representando artistas como Susan Sarandon, Kevin Costner, Michelle Pfeiffer y John Malkovich. Lucchesi sirvió como Vicepresidente y Vicepresidente Senior de Producción de TriStar Pictures antes de convertirse en presidente de producción de Paramount Pictures. Tras su paso por Paramount, Lucchesi fundó Gary Lucchesi Productions, donde produjo la película nominada al Oscar Primal Fear. Lucchesi también fue presidente de Really Useful Film Co., produciendo la versión en película del hit musical Cats.
Lucchesi se graduó en Sacred Heart Cathedral Preparatory de San Francisco en 1973 antes de asistir a la UCLA. 

## Producciones
| - Pastoral Americana (2009) - Fame (2009) - Gamer (2009) - The Ugly Truth (2009) - Crank: High Voltage (2009) - Underworld: Rise of the Lycans (2009) - The Midnight Meat Train (2008) - Pathology (2008) - Elegy (2008) - Untraceable (2008) - Henry Poole is Here (2008) - She's the Man (2007) - Feast of Love (2007) - Blood and Chocolate (2007) - The Dead Girl (2006) - The Last Kiss (2006) - The Covenant (2006) - Crank (2006) - She's the Man (2006) - Underworld: Evolution (2006) - Æon Flux (2005) - El exorcismo de Emily Rose (2005) - Undiscovered (2005) | - The Cave (2005) - Million Dollar Baby (2004) - Sospechoso cero (2004) - Madhouse (2004) - Wicker Park (2004) - Underworld (2003) - The Human Stain (2003) - Mothman: La Última Profecía (2002) - Wild Iris (2001) - The Gift (2000) - Autumn in New York (2000) - The Next Best Thing (2000) - Passion of Mind (2000) - Runaway Bride (1999) - Vendetta (1999) - Just the Ticket (1999) - Andrew Lloyd Webber: The Royal Albert Hall Celebration (1998) - Breast Men (1997) - Gotti (1996) - Primal Fear (1996) - Three Wishes (1995) - Virtuosity (1995) - Jennifer Eight (1992) |